# Звонница Ростовского кремля
Звонница Успенского собора входит в ансамбль памятников Ростовского кремля в Ростове Великом. Её корпус выстроен рядом с Успенским собором и вытянут по направлению с севера на юг.
Собор и звонница удачно гармонируют друг с другом, хотя времена их строительства разделяет более чем одно столетие. Фасады звонницы расчленены по вертикали плоскими выступами — лопатками; а по горизонтали — тремя поясками. В нижних этажах находится церковь Входа Господня в Иерусалим и хозяйственные помещения. Верхний этаж представляет собой открытую площадку с четырёхпролётной аркадой. Каждый из пролётов огорожен ажурной металлической решёткой и завершён вверху килевидной закомарой, над каждым из пролётов на круглом барабане поставлена глава, увенчанная крестом. На верхний этаж ведёт крутая, узкая внутристенная лестница, на фасаде выявленная крошечными оконцами. От пролётов с колоколами до земли звонница имеет сплошные пустоты, что делает здание превосходным резонатором. Близость звонницы к открытому пространству озера Неро усиливает акустический эффект.

## История звонницы
Звонница была выстроена в два этапа. Начало строительства относится к 1682 году. В этот период выстроена основная трёхпролётная звонница. Мастером Филиппом Андреевым по заказу ростовского митрополита Ионы Сысоевича были изготовлены два самых крупных колокола для звонницы — «Полиелейный» и «Лебедь». Аккорд колоколов звонницы был минорным, что по неизвестным причинам не устроило ростовского митрополита. Иона Сысоевич пригласил в Ростов литейщика колоколов Флора Терентьева, перед которым была поставлена сложнейшая задача — перевести звонницу на мажорный лад. Мастер великолепно справился с этой задачей. В 1688 году он отлил колокол «Сысой», весом 2000 пудов. Огромному колоколу, с массой одного только языка около 100 пудов, потребовалась отдельная звонница, которая в виде четвёртого пролёта и была пристроена к прежней трёхпролётной конструкции.
«Сысой», «Полиелейный» и «Лебедь» вместе образовали до-мажорное трезвучие. Работа была сделана очень точно, тон «Сысоя» менее чем на треть процента отклоняется от частоты, требуемой музыкальным строем для образования мажорного аккорда. Предположительно, оставшись довольным, Иона Сысоевич назвал новый колокол в честь своего отца.
По легенде, в одном из своих частных писем ростовский митрополит писал: «На своём дворишке лью колоколишки, дивятся людишки». До сих пор существует версия, что пруд посреди кремлёвского двора и служил литейной ямой, однако это очень маловероятно: в подобном случае транспортировка колоколов к звоннице представляла бы очень большую сложность, тем более что стены, отделявшие пруд от звонницы, к тому моменту уже были возведены. Возможно, литейная яма для отливки больших колоколов находилась на соборной площади позади церкви Одигитрии — напротив звонницы, однако это предположение требует археологической и документальной проверки.
Окончательное строительство звонницы было завершено в 1689 году. Тогда 13 колоколов были повешены в один ряд и прочно укреплены на металлических крюках и толстом дубовом брусе, кроме четырёх из них, висящих на другом брусе, прикреплённом к основному под прямым углом. Во второй половине XIX века к ним добавили ещё 2 колокола. С тех пор на звоннице Ростовского кремля висит 15 колоколов.
Угроза уничтожения неоднократно нависала над ростовскими колоколами. Во время войны со Швецией Пётр I отдал указ об изъятии колоколов, чтобы возместить недостаток в орудиях. Однако ростовские храмы и звонница Успенского собора избежали этой участи. Это произошло благодаря тому, что в 1691 году Пётр I взял из митрополичьих кладовых 15 пудов серебряной утвари для чеканки монеты, а позже — с 1692 по 1700 годы — ростовская митрополия выплатила в государственную казну ещё 15 000 рублей. Огромная плата подорвала экономическую мощь некогда очень богатой митрополии, так что ведение нового сколько-нибудь значительного строительства на её территории стало невозможным. Однако это помогло сохранить ростовские колокола.
В XX веке, с приходом советской власти, над колоколами нависла новая угроза. В тяжёлые годы гражданской войны, на волне борьбы новой власти с религией и всем, что напоминало о царском режиме, поступило предложение снять колокола со звонницы и превратить их в сырьё для промышленных нужд. К счастью, работавший тогда директором ростовского музея Д. А. Ушаков обратился с ходатайством о сохранении колоколов в Москву. Благодаря ему и прибывшему летом 1919 года в Ростов с группой учёных наркому А. В. Луначарскому колокола удалось спасти. Однако в 1923 году на звонницу обрушилась ещё одна беда — оборвался ремень, на котором держался язык «Сысоя». Крепление языка должно быть мягким, в давние годы он сначала был подвешен на моржовой жиле, потом на специально выделанном сыромятном ремне. В годы разрухи не было возможности найти подходящий материал. Язык был укреплён на металлическом стержне и подтянут наверх. После этого удар стал приходиться не в музыкальное кольцо, а немного выше. Это ослабило силу звука, изменило его тембр, вызвало скрипы. По мнению специалистов, язык колокола надо перевесить, чтобы вернуть ему былое звучание, тем более что за сотни лет на обоих краях «Сысоя» остались следы от ударов, хотя в разное время в колокол били по-разному — то в один, а то в оба края. Время полёта языка колокола при этом составляет 1,4 секунды.
С 1928 года звоны на звоннице Успенского собора были прекращены, а сам собор закрыт в 1930 году. С тех пор они воспроизводились в 1932 году при съёмках кинокартины «Пётр I» и в марте 1963 года, когда киностудия имени Горького записывала звоны для фонотеки страны, в июне 1963 года при съёмках фильма «Война и мир» и для ряда последующих фильмов. В 1966 году Всесоюзная фирма грамзаписи «Мелодия» выпустила массовым тиражом виниловую пластинку «Ростовские звоны», которая впоследствии неоднократно переиздавалась. Пластинка стала экспонатом всемирной выставки «ЭКСПО-67» в Монреале. С этого времени ростовские звоны стали постепенно возрождаться.
Звонница также «снималась» в фильме «Иван Васильевич меняет профессию» 1973 года, наряду с другими зданиями Ростовского кремля. По сюжету, убегающий от стрельцов Бунша запутывается в верёвках колоколов, сыграв на них мелодию «Чижик-пыжик».

## Колокола

Колокола звонницы Успенского собора Ростовского кремля

Четыре колокола на перпендикулярном дубовом брусе внутри звонницы. Снаружи почти не видны. Заменённый в 2001 году «Безымянный-3» выделяется по цвету и размерам.

Большие колокола ростовской звонницы: в центре «Полиелейный» и в дальнем пролёте — «Сысой».

### Благовестники
- «Сысой» — 2000 пудов (32 тонны), отлит литейщиком Московского пушечного двора Флором Терентьевым. Основной тон колокола — практически чистое «до» малой октавы.
- «Полиелейный» — 1000 пудов (16 тонн), отлит здесь же в Ростове в 1682 году московским мастером Филиппом Андреевым и его сыном Киприаном. Название колокола с греческого значит «Многомилостивый». Колокол украшен двумя широкими поясами орнаментов, основной тон колокола — нота «ми» малой октавы, дающая большую терцию к «до» «Сысоя».
- «Лебедь» — 500 пудов (8 тонн), отлит в 1682 году вместе с «Полиелейным» также Филиппом Андреевым и назван так за красивый трубный звук. Колокол образует малую терцию от тона «Полиелейного» и чистую квинту от тона «Сысоя», звучит в ноту «соль» малой октавы и вместе с двумя бо́льшими колоколами звонницы даёт до-мажорный аккорд. Данный аккорд из трех больших колоколов является основой почти всех праздничных ростовских звонов.
- «Голодарь» — 171 пуд (2,7 тонны), трижды был перелит; последний раз — в 1856 году, назван так потому, что в него звонили в великий пост к определённым службам. Колокол звучит в ноту «ля♭» малой октавы и потому, сам по себе красивый по звучанию, тяжело встраивается в общий подбор ростовской звонницы. Однако на аудио- и видеозаписях 1963—1966 гг. с остальными колоколами «Голодарь» звучит удачно и даже разнообразит звоны с ними. Самый удачный пример его созвучия с другими колоколами — «Красный звон» в исполнении звонарей-стариков под управлением А. С. Бутылина на аудиозаписи 1963 года.
- «Баран» — 80 пудов (1,28 тонны), отлит в 1654 году в Ростове московским мастером Емельяном Даниловым. «Баран» звучит в ноту «ми» первой октавы.
- «Красный» весит около 30 пудов и не имеет датировки. Тем не менее особенности его орнамента находят ближайшие аналоги среди колоколов XVII — начала XVIII века. Основной тон колокола — нота «соль» первой октавы.[2]
- «Козёл» — весит около 20 пудов. Как и «Голодарь», переливался 3 раза, последний раз во второй половине XIX века на Ярославском заводе Оловянишникова. По рекомендации отца Аристарха Израилева, колокол был отлит с совершенно гладкой поверхностью, чтобы орнамент не оказывал негативного влияния на звук. Однако особенного благозвучия эта предосторожность колоколу не принесла. Тем не менее этот колокол активно использовался стариками-звонарями в 1963 и 1966 гг. Основной тон колокола — нота «си» первой октавы[2].
- «Набатный», или «Ионафановский», — весит 256 фунтов (106 килограммов). Отлит в 1894 году на ярославском заводе Оловянишникова и был подарен звоннице отцом Аристархом по случаю пятидесятилетнего служения в церкви архиепископа Ярославского и Ростовского Ионафана, о чём свидетельствует надпись в верхней части колокола. Основной тон колокола — «ми» второй октавы.

### Подзвонные
Также на звоннице находятся 4 безымянных колокола:
- 11-пудовый (180 кг) — «ре» второй октавы.
- 8,8-пудовый (144 кг) — «до» второй октавы. В 2001 году был заменён на новый в связи с тем, что дал серьёзную трещину, которая начала появляться в начале XX века. Новый 330-килограммовый колокол, сделанный в Каменске-Уральском, не отличается благозвучием, звучит в ноту «до».
- 5,3-пудовый (87 кг) — «фа» второй октавы.
- 4,3-пудовый (72 кг) — «фа#» второй октавы.

### Зазвонные
В Зазвонной группе — 3 зазвонных колокола:
- 4,4-пудовый (76 кг) — «соль» второй октавы.
- 2,6-пудовый (42 кг) — «ля» второй октавы.

На стене собора, обращённой к звоннице, висел маленький, но звучный колокол «Ясак» массой 60 фунтов (24 кг), которым давали звонарям знак о начале звона. Благодаря отцу Аристарху в XIX веке колокол попал на звонницу вместе с Ионафановским колоколом. «Ясак» завершил звукоряд Ростовской звонницы, став третьим колоколом с нотой «до» в подборе («до» третьей октавы). Используется только в нескольких звонах. Основная роль колоколу отведена в Ионафановском звоне.

## Ремонт церкви Входа Господня в Иерусалим
В 2004 году начался ремонт в помещении под звонницей, в результате этого был растёсан подлинный дверной проём, срублен кирпичный порог, пробит дверной проем в южное, прилегающее к храму помещение, заложены пазы для тябел иконостаса. На предписание комиссии община не отреагировала. В результате второй проверки выяснилось, что прорублено уже пять дверных проёмов, а подлинный заложен. Несмотря на замечания, эти искажения до сих пор не исправлены.